# دده (لقب صوفي)

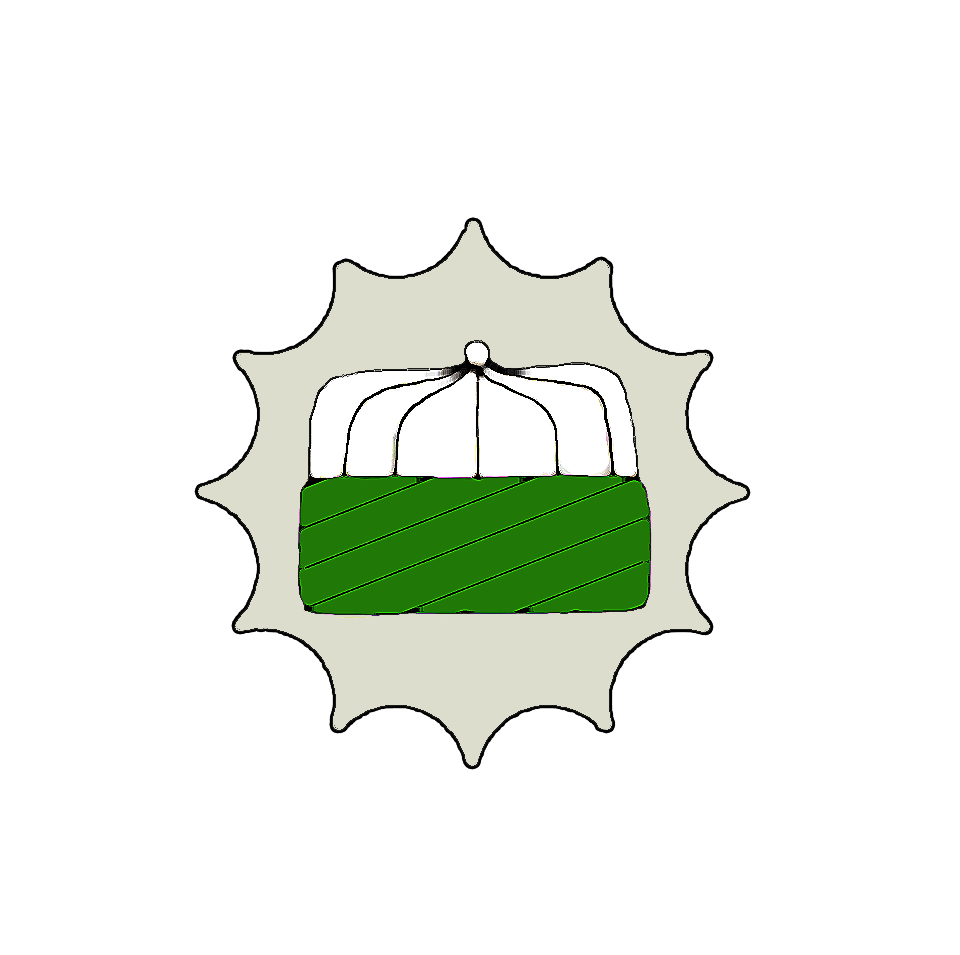
TeslimTasi

دده (ج. شيخ أو سيد عند المولوية، وهو تحريف للفظ العربي مولى) فقيه مسلم عند بعض الطوائف الإسلامية، ويستخدم بشكل شائع في مناطق من قبيل العراق وإيران، تركيا، باكستان، أفغانستان، شبه القارة الهندية، آسيا الوسطى والبوسنة وألبانيا حيث يكون خريج مدرسة دينية إسلامية ويطلق على رجل دين محلي أو لإمام مسجد. ،ومعنى كلمة دده هي شيخ الطريقة والسيد الشريف باللغة التركية العثمانية.

## مثال
دده أفندي (ت. 1146 هـ / 1733 م) هو فقيه حنفي من علماء الدولة العثمانية.
هو محمد (بير محمد دده) بن مصطفى بن حبيب الأرضرومي ثم القسطنطيني، زين الدين، المعروف بدده أفندي. توفي منفياً في بروسة. من آثاره: «المدحة الكبرى» و «الوسيلة العظمى» و «شرح رسالة القياس» و كتاب «السياسة والأحكام» و «الوصف المحمود في مناقب الأدباء والجدود».

## مواضيع متعلقة
- شيخ الإسلام
- قاضي
- ولي الدين القادري